# Biosteres subxantippe
Biosteres subxantippe är en stekelart som beskrevs av Vladimir Ivanovich Tobias 1998. Biosteres subxantippe ingår i släktet Biosteres och familjen bracksteklar. Inga underarter finns listade.